# LM-47
LM-47（ロシア語: ЛМ-47）は、かつてソビエト連邦（現：ロシア連邦）のレニングラード市電（現：サンクトペテルブルク市電）で使用されていた路面電車車両。同型の付随車であるLP-47（ЛП-47）と共に1947年から1948年にかけて製造され、車体の形状や塗装から「象」（«Слон»）と言う愛称で呼ばれていた。

## 概要・運用
1933年以降、レニングラード市電には大型ボギー車のLM-33（電動車）とLP-33（付随車）の量産が続いていたが、第二次世界大戦勃発により増備は中止され、レニングラード包囲戦の中で修復不可能なほどの破壊を受けた車両が多数発生した。そこで終戦後、これらの車両の台枠を流用した戦災復旧車両を製造する事となった。これが、運転台や電気機器を有したLM-47（電動車）と、その後方に連結されたLP-47（付随車）である。
右側面3箇所に乗降扉を有する主要な車体レイアウトはLM-33・LP-33と同様であったが、車内を中心に木材を用いた半鋼製車体を有していたLM-33・LP-33と異なり、LM-47やLP-47は車体全体に鋼製部品を用いた全金属製車両として作られた。そのため車体の頑丈さが増しており、戦車を乗せたトレーラーと衝突した際に戦車は横転し、トレーラーは修復不能なほどの被害を受けた一方、LM-47は前面が破損したものの自力走行は可能な状態で、そのまま修理工場まで走行したという逸話も残されている。だが、その結果車両の重量は増え、電動車のLM-47の場合はLM-33（約22 t）から1 t増の約23 tとなった。車体は丸みを帯びた形状となり、車体上半分が象牙色となった塗装と合わせて「象」と言う愛称の由来となった。
設計は1947年から始まり、1948年から1949年にかけてLM-47は43両、LP-47は42両が製造された。以降はレニングラード市電各地の路線で使用されたが、前述した重量や構造上の欠陥により1973年までに全車運用から離脱した。その後、レニングラード市電改めサンクトペテルブルク市電が電化開業90周年を迎えた1997年に、事業用車両に改造されていたLM-47（3521）と倉庫として残存していたLP-47（3584）の復元が実施され、以降はペテルブルク電気車両博物館（Ретро-трамвай — петербургская классика）が所有する車両として動態保存されている。また、同博物館はLM-47をもう1両（3543）所有しており、2020年現在修復作業が行われている。

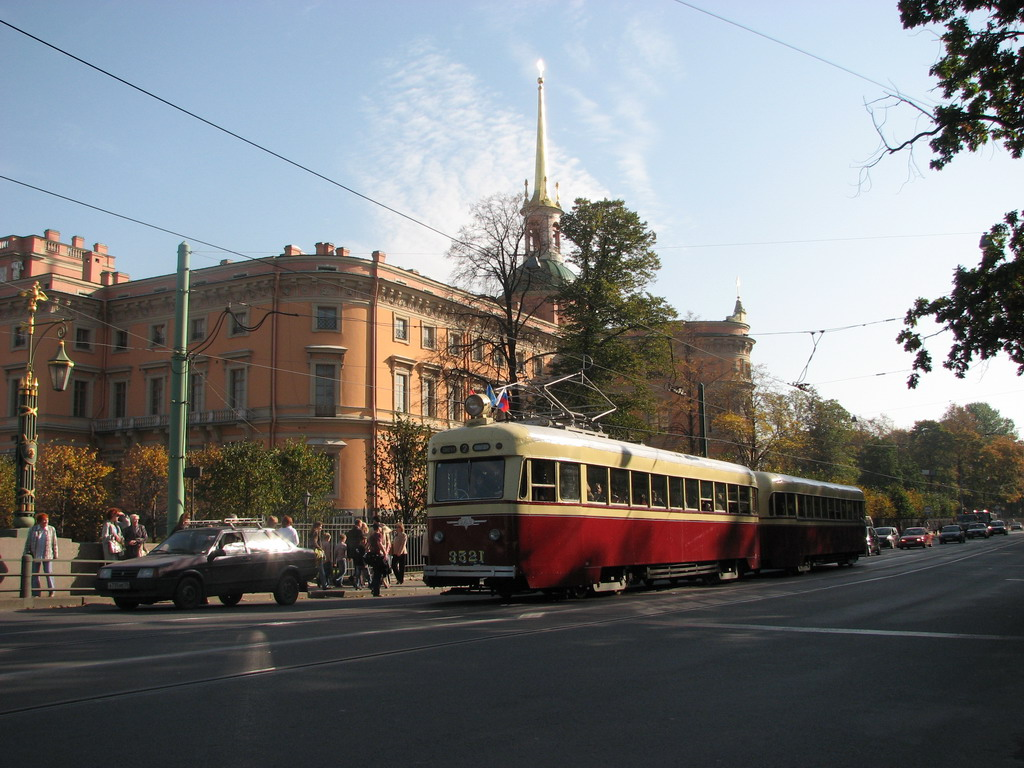
LM-47 + LP-47（2007年撮影）
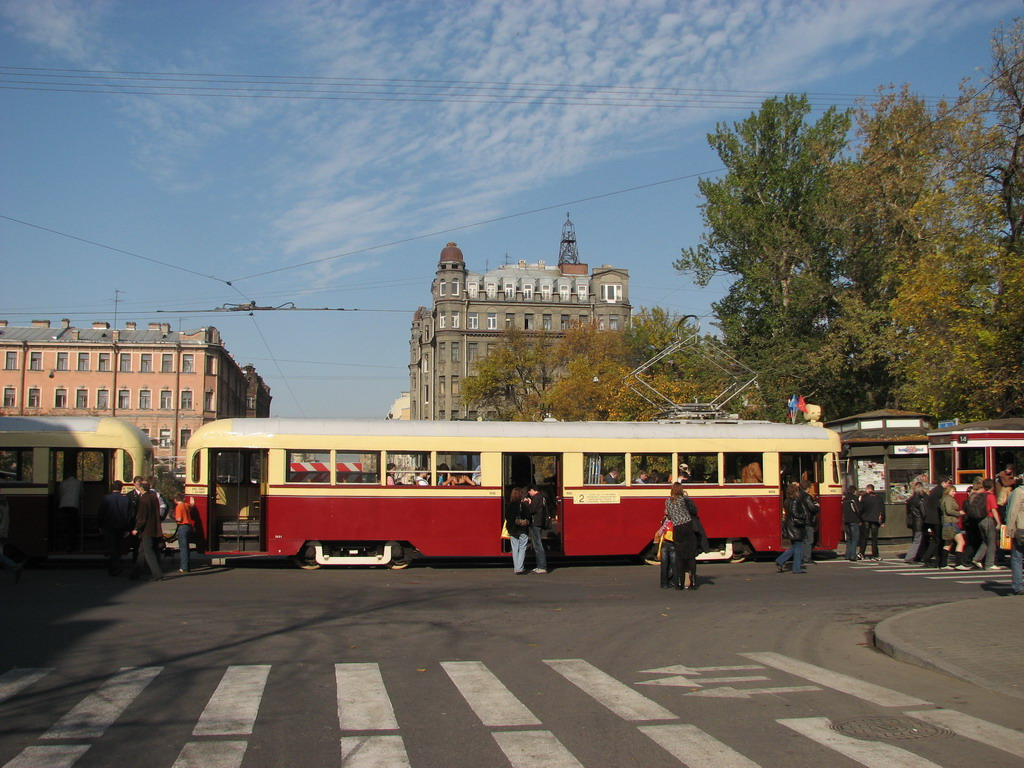
LM-47（2007年撮影）
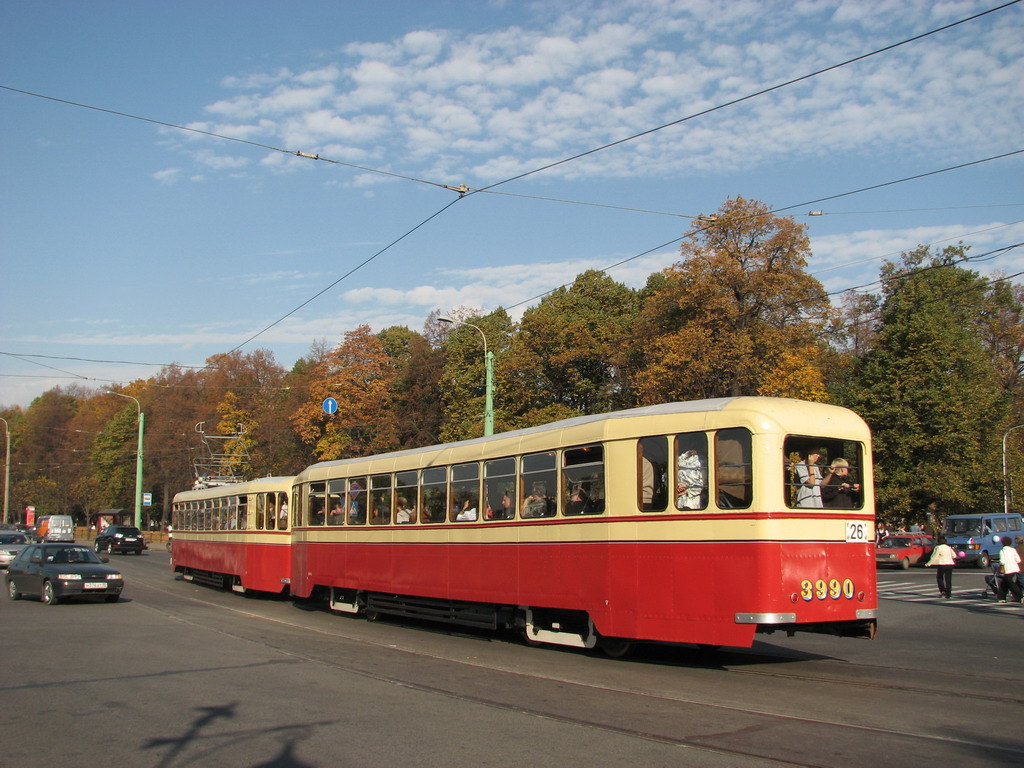
LP-47（2007年撮影）